# Ludwig Thudichum (Politiker)

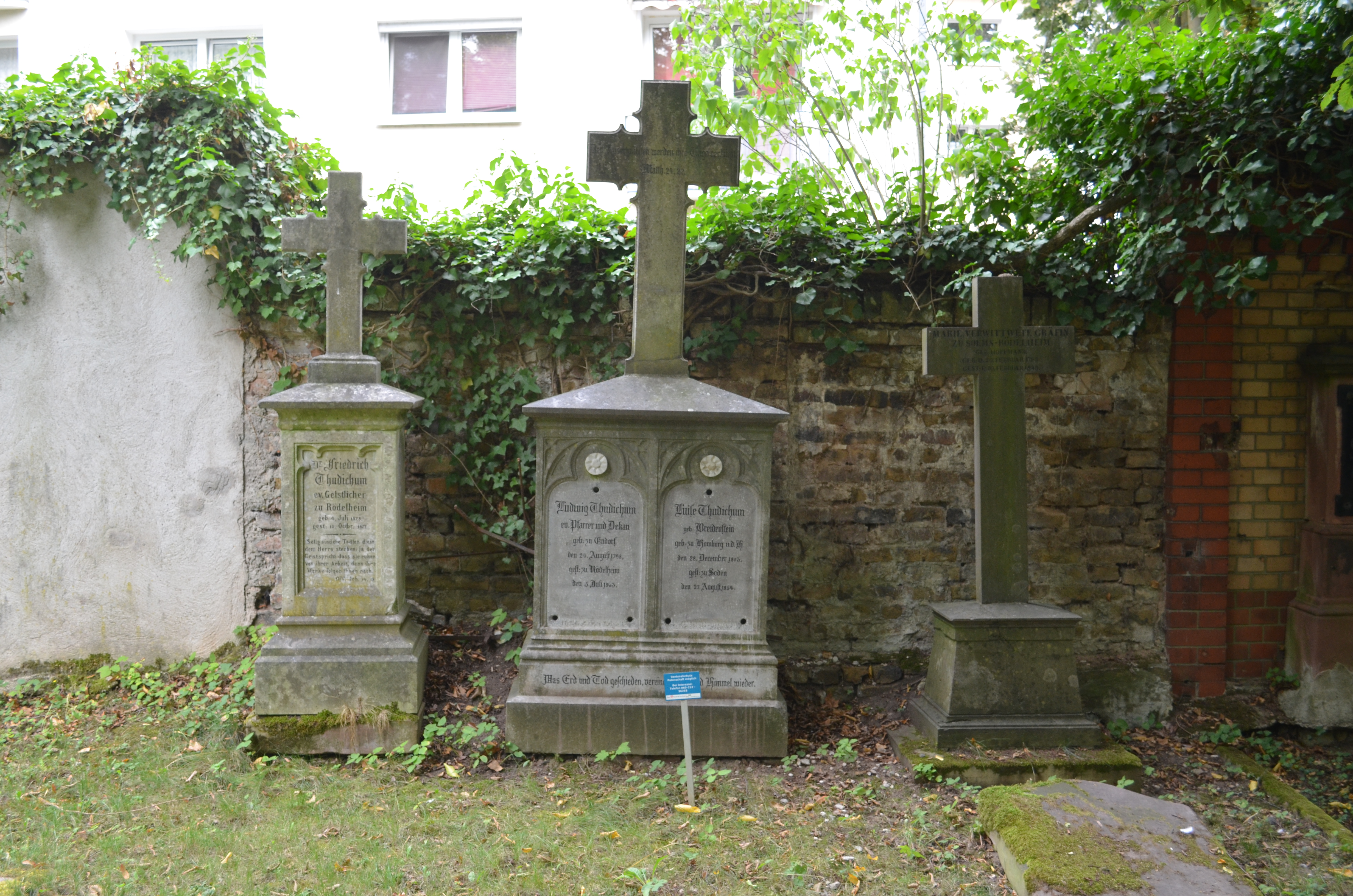
Grab von Ludwig Thudichum auf dem Friedhof Rödelheim

Johann Wilhelm Ludwig Karl Christian David Thudichum (* 24. August 1798 in Eudorf; † 5. Juli 1863 in Rödelheim) war ein hessischer Pfarrer und Politiker. Er war Abgeordneter der 1. und 2. Kammer der Landstände des Großherzogtums Hessen. 

## Familie
Die Familie Thudichum stammt aus Marbach am Neckar. Friedrich Valentin Thudichum (* 19. März 1754 in Marbach; † 28. Juni 1818 in Nidda), mit dem Hause Schiller befreundet und durch die Mutter entfernt mit ihm verwandt, wanderte 1778 aus Württemberg aus, weil ihm eine freimütige Schrift über die Offenbarung des Johannes den Zugang zum württembergischen Kirchendienst verschlossen hatte. Er wurde zunächst Pfarrer in Eudorf und dann Inspektor (Dekan) in Nidda. Friedrich war verheiratet mit Magdalena Marie, geb. Löber (3. Mai 1767 in Sellnrod; † 4. Januar 1813 in Nidda). Aus der am 31. Oktober 1784 in Eudorf geschlossenen Ehe gingen acht Kinder hervor, darunter Ludwig und sein Bruder, der Sophokles-Übersetzer und Gymnasialdirektor Georg Thudichum (1794–1873) des Wolfgang-Ernst-Gymnasiums in Büdingen.
Ludwig Thudichum heiratete am 2. September 1827 in Homburg Susanne Jakobe Henriette Luise geborene Breidenstein, die Tochter des Oberhofpredigers Georg Breidenstein.

## Leben
Ludwig Thudichum studierte 1815 bis 1819 Evangelische Theologie an der Universität Gießen. Während seines Studiums wurde er 1815 Mitglied der Teutschen Lesegesellschaft/Teutonia Gießen und 1819 der Alten Gießener Burschenschaft Germania. Er schloss sich den Gießener Schwarzen unter Karl Follen an. Wegen seiner burschenschaftlichen Betätigung wurde eine Untersuchung gegen ihn eingeleitet. 1825 war er Pfarrassistent und Konsistorialassessor in Rödelheim und ab 1827 dort Pfarrer und geistlicher Inspektor. 1833 bis 1863 wirkte er als Dekan in Rödelheim.
Ab 1833 wurde er von der Bundeszentralbehörde mehrfach verhört, 1835 verhaftet und im Schwarzen Buch wegen „Fluchthilfe politischer Attentäter“ erwähnt, da er seinem Schwager Friedrich Breidenstein, der am Frankfurter Wachensturm teilgenommen hatte, bei der Flucht geholfen hatte. 1838 wurde er wegen Mangel an Beweisen vom Hofgericht Gießen freigesprochen.

## Politik
1851 bis 1856 war er gewähltes Mitglied der ersten Kammer der Landstände des Großherzogtums Hessen. In der 15. bis 17. Wahlperiode (1856–1863) war er Abgeordneter der zweiten Kammer der Landstände des Großherzogtums Hessen. In den Landständen vertrat er den Wahlbezirk Oberhessen 13/Vilbel.

## Ehrungen
Die Thudichumstraße in Frankfurt-Rödelheim ist nach ihm benannt.